# Zákon násobných poměrů slučovacích

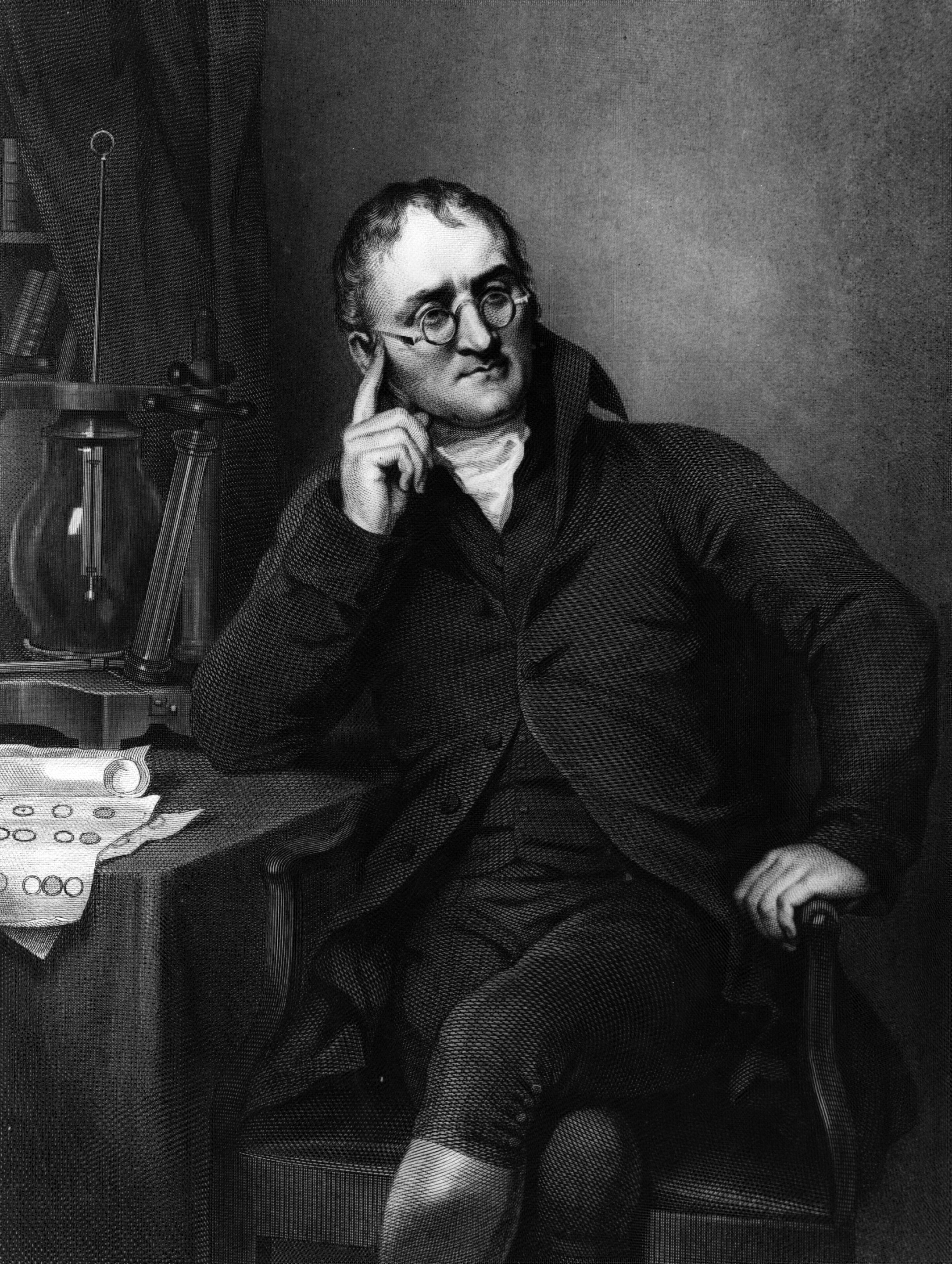
Jeden z autorů zákona, John Dalton.

Zákon násobných poměrů slučovacích je chemický zákon, který říká, že
pokud spolu dva prvky tvoří více sloučenin, pak hmotnosti jednoho prvku, který se slučuje se stejným množstvím druhého prvku, jsou vzájemně v poměrech, které je možné vyjádřit malými celými čísly.
Formulace tohoto zákona je připisována Daltonovi a Richterovi.

Tento zákon bylo možné objasnit pouze na základě atomové teorie stavby látky, podle které je hmotnost prvku úměrná počtu atomů, které jsou stavebními částicemi látky.